# Pleuronectídeos
Pleuronectídeos (Pleuronectidae) é uma família de peixes actinopterígeos pertencentes à ordem Pleuronectiformes. Seu nome vem das palavras em grego  pleura, ou lado, e nekton, nadador; ou literalmente, o que nada de lado.
O grupo é característico de água salgada embora um número reduzido de espécies possa surgir em água doce ou salobra. Podem ocorrer em todos os oceanos, excepto o Oceano Antártico, até profundidades de 1000 metros. O achatamento dos pleurinectídeos faz-se pelo lado direito. As barbatanas não apresentam raios e a barbatana dorsal prolonga-se pela cabeça. Os adultos não possuem bexiga natatória. Os pleurinectídeos são predadores de peixes e invertebrados bentónicos, que caçam de emboscada com o auxílio das suas capacidades de camuflagem. O grupo é constituido por 93 espécies, classificadas em 39 géneros, quase todas com interesse comercial para a indústria pesqueira.
Os pleurinectídeos surgiram no Eocénico.

### Páginas externas
- Family Pleuronectidae  - Righteye flounders Detalhes sobre a família Pleuronectidae no sitio FishBase

## Géneros
Acanthopsetta

Ammotretis

Atheresthes

Azygopus

Clidoderma

Colistium

Cleisthenes

Clidoderma

Colisteum

Dexistes

Embassichthys

Eopsetta

Errex

Glyptocephalus

Hippoglossoides

Hippoglossus

Hypsopsetta

Isopsetta

Lepidopsetta

Limanda

Liopsetta

Lyopsetta

Marleyella

Microstomus

Nematops

Oncopterus

Paralichthodes

Parophrys

Pelotretis

Peltorhamphus

Platichthys 

Pleuronectes 

Pleuronichthys

Poecilopsetta

Psammodiscus

Psettichthys

Pseudopleuronectes

Reinhardtius

Rhombosolea

Samaris

Samariscus

Tanakius

Taratretis

Verasper
1. ↑  Grande Dicionário Houaiss, verbete aramaçá